# Combat 84
A Combat 84 egy rövid életű Oi! együttes volt Angliából. Lemezkiadóik: Victory Records, Rock-o-Rama Records, 7th Cavalry Records, Step 1 Records.

## Története
1981-ben alakultak meg Chelsea-ben. Legnagyobb botrányukat akkor keltették, amikor az énekes, Chris Henderson egy 1982-es BBC dokumentumfilmben az ázsiai embereket szidta egy 1981-es lázadás miatt, illetve kijelentette, hogy a rendőrség keményebben bánt a fehér bőrű skinheadekkel, mint a fekete lázadókkal. A zenekar dalszövegei eleve tele voltak negatív témákkal és rosszindulattal. A dokumentumfilmben történt kijelentés miatt betiltották az együttes koncertezését, de ha koncerteztek, akkor sem a Combat 84 név alatt, hanem új nevet kaptak: The 7th Cavalry. A "Combat 84" név nagy gyűlöletet keltett az emberekben a botrány óta. A lemezkiadójuk, a Victory Records már nem is akarta magát azonosítani a zenekarral, hanem összeválogatta a nagylemezeket egyetlen lemezre, és átküldte a német Rock-O-Rama Records kiadóhoz, amely köztudott arról, hogy rasszista témákkal rendelkező együtteseket szerződtet le. A Combat 84 1984-ben kénytelen volt feloszlani, a botrányuk miatt. 2000-ben újraalakultak egy rövid időre. Jelenleg fehérek felsőbbrendűségét hirdető, illetve náci zenekarnak tartják őket, a honfitárs Skrewdriver-höz hasonlóan. Henderson a könyvében leírta, hogy az együttes nevében a "84" szám George Orwell "1984" című regényére utal, és semmi közük a náci "Combat 18" nevű, náci ideológiát képviselő terrorista csoporthoz.

## Szövegeik témái
Munkanélküliség, városon belüli erőszak, háború, a divat megszállott követői. A "Politically Incorrect" című számuk továbbá a koldusokat, a The Guardian napilapot, a leszbikusokat és a nők felszabadításának témáját "támadta".

## Tagjai
- Chris Henderson - ének
- John Armitage - basszusgitár, később ének (2000-ben)
- Brownie - dobok
- Jim Moncur - gitár
- F.T. - basszusgitár
- Suds - dobok

## Diszkográfia

### Stúdióalbumok
- Send in the Marines (1984)
- Death or Glory (1987)
- Charge of the 7th Cavalry (1989, posztumusz  kiadás, válogatáslemez)
- Orders of the Day (2000, posztumusz kiadás, válogatáslemez)

### EP-k
- Orders of the Day (1982)
- Rapist (1983)
- Tooled Up (2000)